# Àrtam caranegre
L'àrtam caranegre (Artamus personatus) és una espècie d'ocell de la família dels artàmids.

## Hàbitat i distribució
Habita sabanes amb arbres d'Austràlia, incloent l'illa de King a l'Estret de Bass, però absent del Territori del Nord, Península del Cap York, sud-oest d'Austràlia Occidental i Tasmània.